# Булыко, Александр Николаевич
Александр Николаевич Булыко (бел. Аляксандр Мікалаевіч Булы́ка; род. 18 марта 1935, Селище, Новогрудское воеводство) — советский и белорусский лингвист, доктор филологических наук, профессор, член-корреспондент Академии наук Белоруссии, лауреат Государственной премии Республики Беларусь (1998).

## Биография
Прошёл обучение в Белорусском госуниверситете, закончил его в 1959 году. В 1965 году начал работать младшим научным сотрудником, затем — старшим научным сотрудником, заведующим отделом белорусско-русских языковых связей. В 1984 году стал заведующим отделом Института языкознания имени Я. Коласа, с 2008 года — главный научный сотрудник Института языка и литературы имени Я. Коласа и Я. Купалы в составе Национальной академии наук Белоруссии.

### Семья
Дочь: Галина Александровна Булыка, писатель, переводчик.

## Научная деятельность
Является автором более чем трёхсот научных публикаций, в том числе десяти монографий, семнадцати словарей, среди которых — «Гістарычнага слоўніка беларускай мовы» (вып. 1-28, 1982—2008).
Занимается исследовательской работой в сфере истории белорусского литературного языка, научной проблематики старобелорусской морфологии, фонетики и орфографии, исторической лексикологии белорусского языка, языковых особенностей изданий Ф. Скорины. Проводил изучение лексических заимствований в белорусском языке, этимологии, семантики, словообразования, методов морфологической, фонетической и семантической адаптации.
Является лауреатом Государственной премии Республики Беларусь 1998 года.

## Основные работы
- Даўнія запазычаннi беларускай мовы. Мн.: Навука i тэхніка, 1972.
- Лексычныя запазычаннi ў беларускай мове ХVI-XVIII ст.ст. Мн.: Навука i тэхніка, 1980.
- Мова выданняў Скарыны. Мн.: Навука i тэхніка, 1990 (совм. с А. И. Журавским, В. М. Свержинским).
- Слоўнік iншамоўных слоў. Т.1, Т.2. Мн.: БелЭН, 1999.

## Награды и звания
- Государственная премия Республики Беларусь в области науки и техники (1998, в соавторстве) за работу «Беларуская мова: энцыклапедыя».
- Имя А. Н. Булыко занесено в Книгу Славы Новогрудского района (2010)[4].